# 五氰基亚硝基合锰(III)酸钾
五氰基亚硝基合锰(III)酸钾是一种配位化合物，化学式为K3[Mn(CN)5NO]，它可由六氰合锰(III)酸钾在含氢氧化钾和过量氰化钾的溶液中和羟胺反应制得。其紫色的[Mn(CN)5NO]3−阴离子可以被氯、溴或高锰酸钾氧化为[Mn(CN)5NO]2−；它在液氨中可以被碱金属还原为Mn(−I)配合物[Mn(CN)4(NO)]4−；它经酸处理可以得到暗红色的H3[Mn(CN)5NO]。